# Adam Semler
Adam Semler (Simbler) var en målare från Leipzig verksam i Sverige i mitten av 1600-talet.
Semler ingick 1643 äktenskap med Margaretha Hanen (änka efter Martin Hanen) och omnämns i Sverige första gången 1635. Semler var konterfejare och hantverksmålare och utförde en stor del av sina arbeten för hovet och högadeln. År 1647 utförde han tillsammans med Werner Rölefintz en rad teaterdekorationer på Stockholms slott bland annat två portaler 24 dukar med berg, sju med skepp, ett tempel, en stad och en Triumph Stohl som går opp och neder j Molnet. Ett par år senare målade han om drottning Kristinas bibliotek. I riksamiralen Carl Carlsson Gyllenhielm och riksmarsken Jakob De la Gardies räkenskaper framgår att utförde arbeten även för dessa bland annat målade han vapensköldarna på palatset Makalös. Bland hans borgerliga beställningar märks målningen av urtavlorna på Klara kyrkas tornur 1649. Hans namn påträffas sista gången 1657. 